# GI TURFWILD
GI TURFWILD（ジーワンターフワイルド）とはコナミのメダルゲームで、競馬ゲームとして2003年に発売された。2004年にはGI TURFWILD2が、2005年にはGI TURFWILD3が発売された。
継続的なプレイのために、ICカードを利用した情報保存システム（e-AMUSEMENT）を採用している。

## 概要
2002年のJRAレーシングプログラムに基づき、実在の芝のレースを循環させてゲームを進めている。2以降ではダートのレースも追加されている。それに伴い、左回り右回りを忠実に再現している。馬・騎手は全て実名で登場している。OPEN・GIIIは6頭立て、GIIは7頭立て、GIは8頭立てである。実況は山本直也が行っている。BGMは『GI WINNING SIRE』の曲をマイナーチェンジされたものや、歴代GIシリーズ作品のBGMが使われている。

## ゲーム内容
中央のトラックフィールドを取り囲むようにして10席のステーションがあり、そこでゲームを行う。ゲームは馬券ゲーム、馬主ゲームの2つを同時に楽しむことができる。

### 馬券ゲーム
- 単勝式、連勝複式、連勝単式の3タイプの馬券からなり、1.0倍 - 2000倍まで表示できる。ボーナスポイント制度があり、配当がそのままポイントとなり規定のポイントが貯まると馬主ゲームのスペシャル調教ができる。2回までストックできる。
- 2では馬券師レベルがあり、最高十段まで昇格できる。ある程度昇格すると1つの馬券に賭ける枚数の上限があがる。四段以上の有格者でタイトルホルダーになると馬券の払戻し枚数が何%か上乗せされる。
- 馬券コンボ制度があり、BET枚数+10枚以上のWINで星が1個追加され、10個まで増える。これもある程度星が増えると馬券の払戻し枚数が何%か上乗せされる。BET枚数+10枚未満の場合は全て星は消える。

### 馬主ゲーム
- 馬主ゲームに参加するには専用のICカードを購入する。大抵1枚300円である。新規カードの場合、最初に冠名をカタカナで4文字以内で決める。これは馬固有の名前と合わせて表示される。次に馬を買う必要がある。1レースごとに3頭の馬がオークションに出ており、買うことが出来る。馬は年齢・性別があり、出走できるレースが限られている。1枚のカードで6頭まで所持できる。
- 調教は芝・ダート・ウッドチップ・坂路の中から馬なり・強め・一杯、そしてスペシャル調教の5つがある。コンディションが悪くなると放牧することもできる。調教しなくてもレースに出走することはできる。
- レースの登録は5レース先まで登録できる。登録料はGIは10枚、それ以外のレースは5枚。隠しレースは店舗の設定によって異なる。1レースに全てのステーションで5頭まで出走できる。隠しレースは条件を満たした馬のみ出走できる。4人の騎手と脚質が選択でき、どれか1人選択する。2着以内に入賞すれば賞金が貰える。その際、騎手を選んだ時に表示されていた割合の分騎手の取り分として減額される（ただし、減額なしの場合もある）。着外の場合でも馬の所有権を失うことはない。
- 獲得賞金が多い馬を引退させる・全てのGIレースを制覇すると、パスワードが出る。このパスワードをコナミのサイトに送るとインターネットランキングに参加できる（1、2ではプレイヤーが自分でパスワードを入力し、インターネットランキングに登録する必要があるが3では店舗に記録が残り自動的にランキングに登録されるのでパスワードは出ない）。
- 2以降、インターネット回線を用いたe-AMUSEMENTに対応。全国大会も行っている。
- 3では「ミッション」が与えられ、それを達成すると特別な調教などのボーナスが与えられる。